# Asnoldo Devonish
Asnoldo Vicente Devonish Romero (Maracaibo, 15 juni 1932 – Caracas, 1 januari 1997) was een Venezolaans atleet, die zijn Zuid-Amerikaanse vaderland vertegenwoordigde bij de Olympische Spelen van 1952 in Helsinki. Daar won hij op 23 juli de bronzen medaille op het onderdeel hink-stap-springen, achter Adhemar da Silva (goud) en Leonid Shcherbakov (zilver). Dat was de eerste olympische medaille ooit voor Venezuela.

## Loopbaan
Voorafgaande aan zijn olympische debuut in Finland beschikte Devonish over weinig ervaring, hoewel hij in 1951 de hink-stap-sprong had gewonnen bij de Juegos Bolivarianos. Devonish, die ook een redelijke hordeloper, sprinter en verspringer was, won drie jaar later op hetzelfde onderdeel de zilveren medaille bij de Pan-Amerikaanse Spelen, opnieuw achter de Braziliaan Adhemar da Silva. 
Door een dispuut met de Venezolaanse atletiekfederatie kon hij jarenlang niet uitkomen in internationale wedstrijden. Hij vierde zijn rentree in 1961 en 1963 met de Zuid-Amerikaanse titel. Hij beëindigde zijn actieve loopbaan na de Pan-Amerikaanse Spelen 1963 en ging vervolgens aan de slag als sportmanager. Zijn dood, na achttien maanden ziekte, was groot nieuws in Venezuela en zijn begrafenis werd bijgewoond door president Rafael Caldera, die hem "een grote Venezolaan" noemde.

## Titels
- Zuid-Amerikaans kampioen hink-stap-springen - 1961, 1963
- Bolivariaanse Spelen kampioen verspringen - 1951
- Bolivariaanse Spelen kampioen hink-stap-springen - 1951, 1961

## Persoonlijk record
| Onderdeel          | Prestatie | Jaar          | Plaats      |
| ------------------ | --------- | ------------- | ----------- |
| hink-stap-springen | 16,13 m   | 26 maart 1955 | Mexico-Stad |

## Palmares

### verspringen
- 1951:  Bolivariaanse Spelen - 7,20 m

### hink-stap-springen
- 1951:  Bolivariaanse Spelen - 15,00 m
- 1952:  OS - 15,52 m
- 1961:  Zuid-Amerikaanse kamp. - 14,68 m
- 1961:  Bolivariaanse Spelen - 14,13 m
- 1963:  Zuid-Amerikaanse kamp. - 15,09 m